# سالي بلن
سالي بلن (بالإنجليزية: Sally Blane)‏ (11 يوليو 1910 - 27 أغسطس 1997) ممثلة أمريكية ظهرت في أكثر من 70 أفلام.

## روابط خارجية
- سالي بلن على موقع IMDb (الإنجليزية)
- سالي بلن على موقع ألو سيني (الفرنسية)
- سالي بلن على موقع أول موفي (الإنجليزية)
- سالي بلن على موقع إن إن دي بي (الإنجليزية)
- سالي بلن على موقع قاعدة بيانات الفيلم (الإنجليزية)
- سالي بلن على موقع كينوبويسك (الروسية)
- سالي بلن على موقع فايند أغريف
- Sally Blane at Virtual History